# Fundação Peace Parks
A Fundação Peace Parks (em inglês Peace Parks Foundation) é uma organização não-governamental que advoga a criação de áreas protegidas transfronteiriças (em inglês TFCA) na África, e que provê serviços a essas áreas para obtenção de apoio político, planejamento, gestão de projetos, levantamento de verbas e treinamento em diversas especialidades.
Criada pela iniciativa de Nelson Mandela, do príncipe holandês Bernardo de Lippe-Biesterfeld e do filantropo sul-africano Anton Rupert, com Edmond de Rothschild como seu primeiro embaixador, seu objetivo principal é "restaurar a harmonia entre o meio ambiente e o desenvolvimento sócio-econômico na parte sul da África, após anos de guerras civis"'.
Ela utiliza-se do conceito de parques de paz, uma noção que remontando à década de 1930, quando o Canadá e os Estados Unidos da América criaram o ambicioso Parque Internacional da Paz Waterton-Glacier.

## TFCA administradas por ou afiliadas à Fundação Peace Parks

### Através de contratos[4]
- Parque Transfronteiriço ǀAi-ǀAis/Richtersveld (Namíbia/África do Sul)
- Parque Transfronteiriço Kgalagadi (Botswana/África do Sul)
- Kavango–Zambezi Transfrontier Conservation Area (Angola/Botswana/Namíbia/Zâmbia/Zimbabwe)
- Parque Transfronteiriço do Grande Limpopo (Moçambique/África do Sul/Zimbabwe)
- Parque Transfronteiriço Malawi-Zambia (Malawi/Zâmbia) (Assinado em 7 de julho de 2015).

### Através de memorando de mútuo entendimento (memorandum of understanding, MoU)[4]
- Área de Conservação Transfronteiriça Lubombo (Moçambique/África do Sul/Essuatíni)
- Área de Conservação Transfronteiriça Maloti-Drakensberg (Lesoto/África do Sul)
- TFCA da Costa Iona-Skeleton (Angola/Namibia)
- Greater Mapungubwe Transfrontier Conservation Area (Botswana/África do Sul/Zimbabwe)
- TFCA Chimanimani (Moçambique/Zimbabwe)

### TFCA em processo de criação[4]
- Maiombe Forest TFCA (Angola/Congo/DRC)
- Liuwa Plains-Mussuma TFCA† (Angola/Zambia)
- Lower Zambezi-Mana Pools TFCA† (Zambia/Zimbabwe)
- ZIMOZA TBNRMP (Moçambique/Zâmbia/Zimbabwe)
- Kagera TFCA (Ruanda/Tanzânia/Uganda)
- Niassa-Selous TFCA (Tanzania/Mozambique)
- Mnazi Bay-Quirimbas TFCMA (Tanzânia/Moçambique)
- Western Indian Ocean TFCA (Comoros/França/Madagascar/ Maurícia/Moçambique/Seicheles/Tanzânia)